# Bobby Dollas
Bobby Dollas (né le 31 janvier 1965 à Montréal ville de la province de Québec au Canada) est un joueur professionnel canadien de hockey sur glace. En janvier 2007, il devint l'entraîneur de la franchise de Sorel-Tracy de la Ligue nord-américaine de hockey jusqu'à la fin de la saison,.

## Biographie

### Carrière en club
Il commence sa carrière en junior en 1982 avec les Voisins de Laval de la Ligue de hockey junior majeur du Québec et joue aux côtés de Mario Lemieux. Dès cette première saison, auteur de 61 points, il remporte le trophée Raymond-Lagacé de la meilleure recrue défensive de la ligue et il est élu dans la deuxième équipe type de la saison.
Lors du repêchage d'entrée dans la Ligue nationale de hockey de 1983, il est choisi par les Jets de Winnipeg en première ronde (14e joueur choisi). Il joue un match dans la LNH avec les Jets mais termine la saison dans son équipe junior qui remporte la Coupe du président de l'équipe championne de la LHJMQ et accède à la finale de la Coupe Memorial. Les 67's d'Ottawa de la Ligue de hockey de l'Ontario remportent le trophée malgré les 282 points de Lemieux.
Dollas signe son premier contrat professionnel en 1984 mais ne joue que neuf matchs dans la saison LNH et huit autres dans la saison de la Ligue américaine de hockey.
Peu utilisé par les Jets, il joue beaucoup dans la LAH au cours des deux saisons suivantes et en décembre 1987, les Jets l'échangent en retour de Stu Kulak aux Nordiques de Québec. Encore une fois, il ne joue pas beaucoup dans la LNH et l'Express de Fredericton puis les Citadels d'Halifax l'accueillent dans la LAH. Le 18 octobre 1990, il signe en tant qu'agent libre avec les Red Wings de Détroit et gagne enfin sa place dans un effectif de la LNH pour cette saison.
Malheureusement pour lui dès la saison suivante, il recommence à jouer plus dans la LAH que dans la LNH, remporte le trophée Eddie-Shore du meilleur défenseur de la LAH 1993 et finalement lors du repêchage d'expansion de la LNH en 1993, il est récupéré par les Mighty Ducks d'Anaheim. Avec l'équipe, il parvient pour la première fois à atteindre les séries éliminatoires en 1997. Les Ducks perdent en finale de division contre l'ancienne équipe de Dollas et en quatre matchs.
Le 9 janvier de la saison suivante, il rejoint les Oilers d'Edmonton en retour de Drew Bannister et à la fin de la saison, il change une nouvelle fois de maillot en prenant celui des Penguins de Pittsburgh au cours d'un échange avec Tony Hrkac en retour de Josef Beránek. La saison suivante, il signe en tant qu'agent libre avec les Ice Dogs de Long Beach de la Ligue internationale de hockey, puis quelques jours plus tard avec les Sénateurs d'Ottawa. Il ne joue qu'un match avec les Sénateurs puis il est mis en ballotage et récupéré par les Flames de Calgary.
Il joue une cinquantaine de matchs dans la saison et en signe, une nouvelle fois agent libre, pour la saison 2000-2001 avec les Sharks de San José. Au cours de la saison, il retourne avec les Penguins dans un échange contre Jeff Norton et en retour de Johan Hedberg.
Par la suite, il rejoint le championnat sénior du Québec avec les Chiefs de Laval et en 2004, il joue dans la Ligue nord-américaine de hockey pour la Mission de Sorel-Tracy. Après deux saisons en tant que joueur, il signe en janvier 2007 en tant qu'entraîneur de la franchise.

### Carrière internationale
Il représente le Canada lors du championnat du monde junior de 1985. Lors de cette édition, le Canada remporte la médaille d'or et il est cité dans l'équipe type du tournoi.
Il joue également pour son pays lors de la saison 1989-1990.

### Carrière d'entraîneur
Il devint entraîneur-chef du Mission de Sorel-Tracy en janvier 2007, poste qu'il occupa jusqu'à la fin de la saison. Il fut remplacé par Gilbert Delorme pour la saison 2007-08.
Il est nommé entraineur assistant du Lausanne Hockey Club en janvier 2022, après avoir entrainé les U17.

## Trophées et honneurs
- Ligue de hockey junior majeur du Québec
  - 1982-1983 - Trophée Raymond-Lagacé
  - 1983-1984 - Coupe du président

- Ligue américaine de hockey
  - 1992-1993 - trophée Eddie-Shore

## Statistiques

### En club
| Saison     | Équipe                    | Ligue      |     | Saison régulière | Saison régulière | Saison régulière | Saison régulière | Saison régulière |   | Séries éliminatoires | Séries éliminatoires | Séries éliminatoires | Séries éliminatoires | Séries éliminatoires |
| Saison     | Équipe                    | Ligue      | PJ  | B                | A                | Pts              | Pun              | PJ               | B | A                    | Pts                  | Pun                  |                      |                      |
| 1982-1983  | Voisins de Laval          | LHJMQ      | 63  | 16               | 45               | 61               | 144              | 11               | 5 | 5                    | 10                   | 23                   |                      |                      |
| 1983-1984  | Voisins de Laval          | LHJMQ      | 54  | 12               | 33               | 45               | 80               | 14               | 1 | 8                    | 9                    | 23                   |                      |                      |
| 1983-1984  | Jets de Winnipeg          | LNH        | 1   | 0                | 0                | 0                | 0                | -                | - | -                    | -                    | -                    |                      |                      |
| 1984-1985  | Canadiens de Sherbrooke   | LAH        | 8   | 1                | 3                | 4                | 4                | 17               | 3 | 6                    | 9                    | 17                   |                      |                      |
| 1984-1985  | Jets de Winnipeg          | LNH        | 9   | 0                | 0                | 0                | 0                | -                | - | -                    | -                    | -                    |                      |                      |
| 1984-1985  | Voisins de Laval          | LHJMQ      | 1   | 0                | 0                | 0                | 2                | -                | - | -                    | -                    | -                    |                      |                      |
| 1985-1986  | Canadiens de Sherbrooke   | LAH        | 25  | 4                | 7                | 11               | 29               | -                | - | -                    | -                    | -                    |                      |                      |
| 1985-1986  | Jets de Winnipeg          | LNH        | 46  | 0                | 5                | 5                | 66               | 3                | 0 | 0                    | 0                    | 2                    |                      |                      |
| 1986-1987  | Canadiens de Sherbrooke   | LAH        | 75  | 6                | 18               | 24               | 87               | 16               | 2 | 4                    | 6                    | 13                   |                      |                      |
| 1987-1988  | Nordiques de Québec       | LNH        | 9   | 0                | 0                | 0                | 2                | -                | - | -                    | -                    | -                    |                      |                      |
| 1987-1988  | Hawks de Moncton          | LAH        | 26  | 4                | 10               | 14               | 20               | -                | - | -                    | -                    | -                    |                      |                      |
| 1987-1988  | Express de Fredericton    | LAH        | 33  | 4                | 8                | 12               | 27               | 15               | 2 | 2                    | 4                    | 24                   |                      |                      |
| 1988-1989  | Citadels d'Halifax        | LAH        | 57  | 5                | 19               | 24               | 65               | 4                | 1 | 0                    | 1                    | 14                   |                      |                      |
| 1988-1989  | Nordiques de Québec       | LNH        | 16  | 0                | 3                | 3                | 16               | -                | - | -                    | -                    | -                    |                      |                      |
| 1989-1990  | Canada                    | Int.       | 68  | 8                | 29               | 37               | 60               | -                | - | -                    | -                    | -                    |                      |                      |
| 1990-1991  | Red Wings de Détroit      | LNH        | 56  | 3                | 5                | 8                | 20               | 7                | 1 | 0                    | 1                    | 13                   |                      |                      |
| 1991-1992  | Red Wings de l'Adirondack | LAH        | 19  | 1                | 6                | 7                | 33               | 18               | 7 | 4                    | 11                   | 22                   |                      |                      |
| 1991-1992  | Red Wings de Détroit      | LNH        | 27  | 3                | 1                | 4                | 20               | 2                | 0 | 1                    | 1                    | 0                    |                      |                      |
| 1992-1993  | Red Wings de l'Adirondack | LAH        | 64  | 7                | 36               | 43               | 54               | 11               | 3 | 8                    | 11                   | 8                    |                      |                      |
| 1992-1993  | Red Wings de Détroit      | LNH        | 6   | 0                | 0                | 0                | 2                | -                | - | -                    | -                    | -                    |                      |                      |
| 1993-1994  | Mighty Ducks d'Anaheim    | LNH        | 77  | 9                | 11               | 20               | 55               | -                | - | -                    | -                    | -                    |                      |                      |
| 1994-1995  | Mighty Ducks d'Anaheim    | LNH        | 45  | 7                | 13               | 20               | 12               | -                | - | -                    | -                    | -                    |                      |                      |
| 1995-1996  | Mighty Ducks d'Anaheim    | LNH        | 82  | 8                | 22               | 30               | 64               | -                | - | -                    | -                    | -                    |                      |                      |
| 1996-1997  | Mighty Ducks d'Anaheim    | LNH        | 79  | 4                | 14               | 18               | 55               | 11               | 0 | 0                    | 0                    | 4                    |                      |                      |
| 1997-1998  | Mighty Ducks d'Anaheim    | LNH        | 22  | 0                | 1                | 1                | 27               | -                | - | -                    | -                    | -                    |                      |                      |
| 1997-1998  | Oilers d'Edmonton         | LNH        | 30  | 2                | 5                | 7                | 22               | 11               | 0 | 0                    | 0                    | 16                   |                      |                      |
| 1998-1999  | Penguins de Pittsburgh    | LNH        | 70  | 2                | 8                | 10               | 60               | 13               | 1 | 0                    | 1                    | 6                    |                      |                      |
| 1999-2000  | Flames de Calgary         | LNH        | 49  | 3                | 7                | 10               | 28               | -                | - | -                    | -                    | -                    |                      |                      |
| 1999-2000  | Sénateurs d'Ottawa        | LNH        | 1   | 0                | 0                | 0                | 0                | -                | - | -                    | -                    | -                    |                      |                      |
| 1999-2000  | Ice Dogs de Long Beach    | LIH        | 13  | 2                | 4                | 6                | 8                | -                | - | -                    | -                    | -                    |                      |                      |
| 2000-2001  | Moose du Manitoba         | LIH        | 8   | 1                | 2                | 3                | 2                | -                | - | -                    | -                    | -                    |                      |                      |
| 2000-2001  | Sharks de San José        | LNH        | 16  | 1                | 1                | 2                | 14               | -                | - | -                    | -                    | -                    |                      |                      |
| 2000-2001  | Penguins de Pittsburgh    | LNH        | 5   | 0                | 0                | 0                | 4                | -                | - | -                    | -                    | -                    |                      |                      |
| 2001-2002  | Chiefs de Laval           | LHSPQ      | 12  | 3                | 7                | 10               | 10               | 16               | 6 | 9                    | 15                   | 17                   |                      |                      |
| 2002-2003  | Chiefs de Laval           | LHSPQ      | 50  | 11               | 20               | 31               | 71               | 18               | 3 | 11                   | 14                   | 54                   |                      |                      |
| 2003-2004  | Mission de Saint-Jean     | LHSMQ      | 44  | 4                | 16               | 20               | 43               | 17               | 5 | 8                    | 13                   | 36                   |                      |                      |
| 2004-2005  | Mission de Sorel-Tracy    | LNAH       | 31  | 5                | 13               | 18               | 12               | 11               | 1 | 5                    | 6                    | 20                   |                      |                      |
| 2005-2006  | Mission de Sorel-Tracy    | LNAH       | 31  | 3                | 12               | 15               | 37               | 11               | 0 | 4                    | 4                    | 26                   |                      |                      |
| Totaux LNH | Totaux LNH                | Totaux LNH | 646 | 42               | 96               | 138              | 467              | 47               | 2 | 1                    | 3                    | 41                   |                      |                      |

### En équipe nationale
| Année | Compétition                 |   | PJ | B | A | Pts | Pun           |  | Résultat |
| 1985  | Championnat du monde junior | 7 | 0  | 2 | 2 | 12  | Médaille d'or |  |          |
| 1994  | Championnat du monde        | 8 | 0  | 1 | 1 | 4   | Médaille d'or |  |          |